# The Face (magazine)
Pour les articles homonymes, voir The Face.
The Face est un magazine culturel britannique fondé en 1980 par Nick Logan (en) et disparu en 2004. Celui-ci aborde le design, la mode ou la musique et renouvelle alors le genre par une maquette innovante. Ce mensuel avait été acquis par Emap en 1999.

## Historique
Le magazine est créé en 1980 par Nick Logan. Dès le début de sa parution, le mensuel est un vecteur important du mouvement des Nouveaux Romantiques ainsi que d'une mode éloignée des podiums et plus proche de la rue,. 
Neville Brody est alors responsable de la typographie innovante du magazine, le magazine développant une nouvelle approche artistique sur l'ensemble de sa maquette. Il aborde mode, design et musique. D'ailleurs, avec recul, il est considéré comme « le magazine de design le plus influent de l'époque. » De nombreuses personnalités ou photographes de la mode collaborent avec le magazine, comme Amanda Harlech ou Derek Ridgers (en). Vers la même époque, d'autres publications apparaissent en Grande-Bretagne comme i-D ou Blitz (en), avec une ligne éditoriale proche.